# Gletscherdynamik

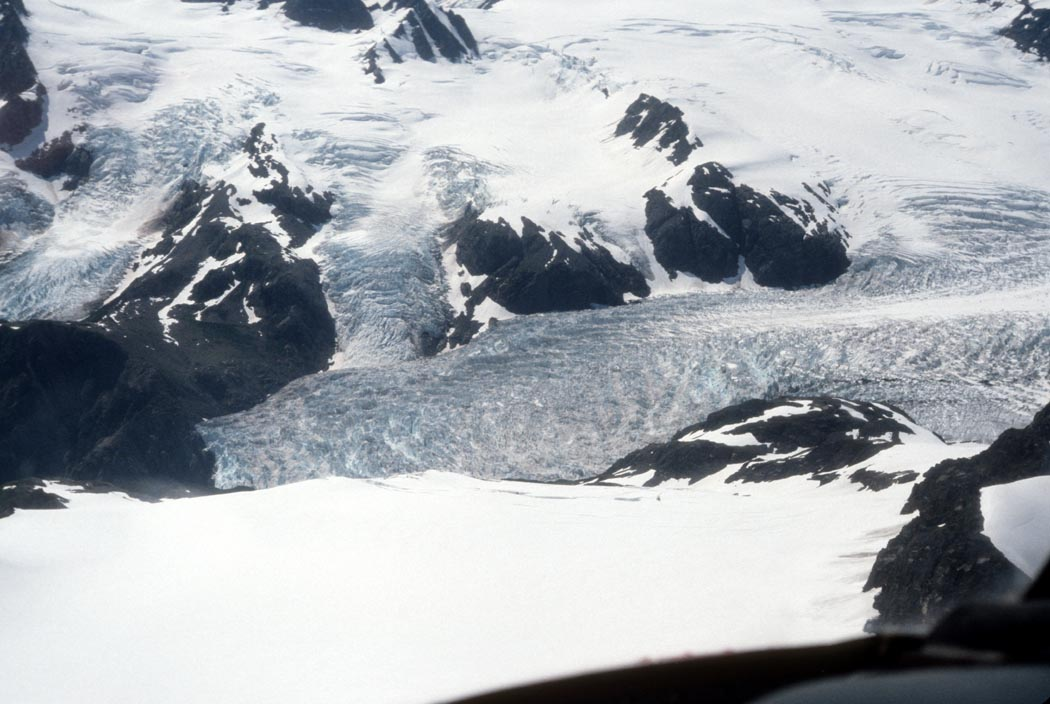
Harding Icefield, Kenai National Wildlife Refuge, Alaska

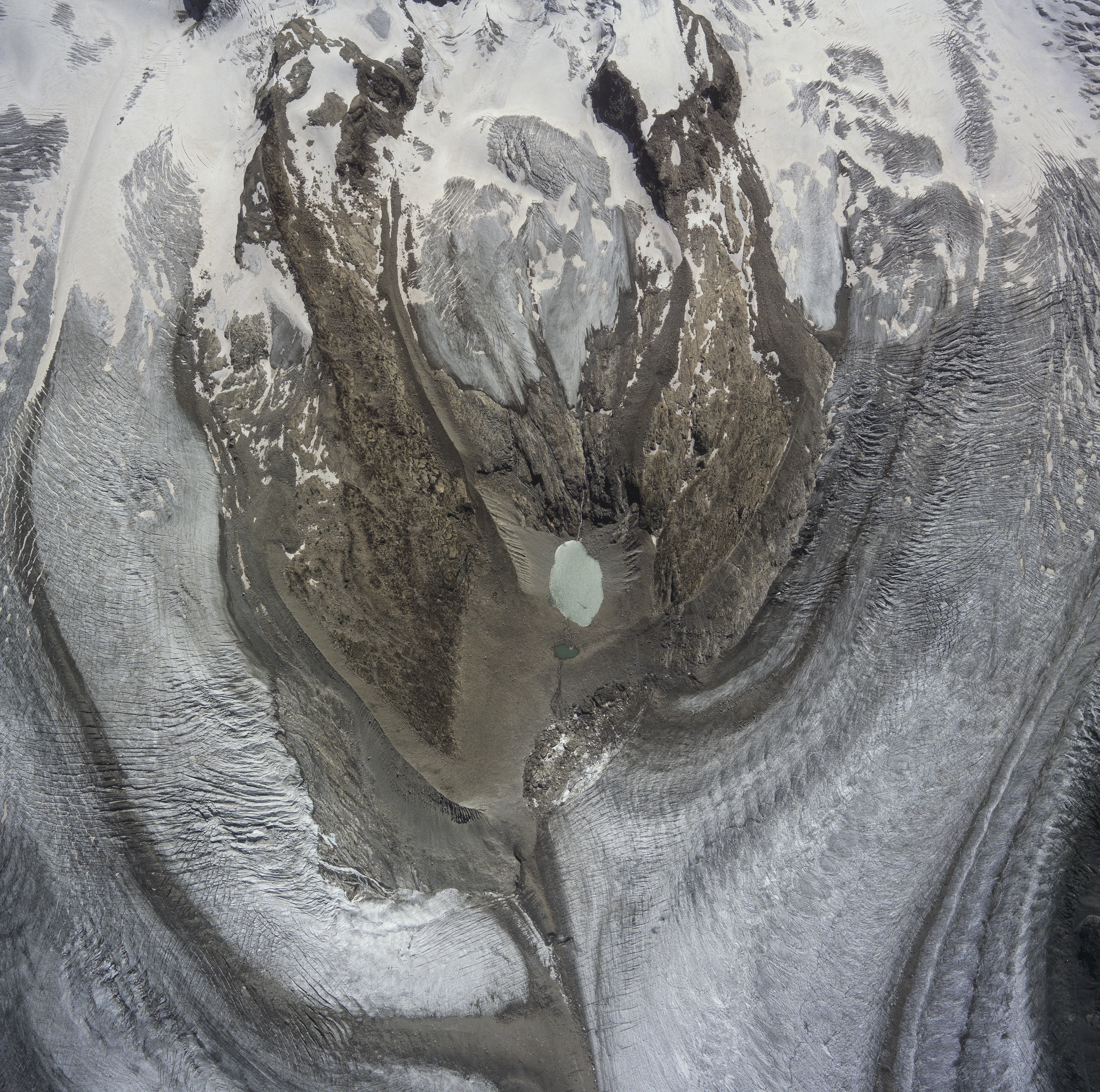
Luftbild des Monte-Rosa-Bergmassivs im Schweizer Wallis, mit dem Gornergletscher (li.) und dem Grenzgletscher (re.) im Sommer 1994

Als Gletscherdynamik bezeichnet man das Bewegungsverhalten von Gletschern, Eiskappen und Eisschilden sowie dessen physikalische Beschreibung. Verantwortlich für die Bewegungen ist das Eigengewicht des Gletschers. Zum einen sorgt es für eine Verformung des Eises, das sich wie eine sehr viskose Flüssigkeit verhält. Dieser Prozess wird interne Deformation genannt. Zum anderen kann sich der Gletscher als Ganzes auf seiner Unterlage bewegen, was als basales Gleiten bezeichnet wird. Die Unterlage selbst kann ebenfalls durch das hohe aufliegende Gewicht und die Bewegung des Eises deformiert werden.
Die Geschwindigkeit, mit der sich Gletscher bewegen, reicht von wenigen Metern bis zu einigen Kilometern pro Jahr. Die Bewegung der Gletscher wird von einer Vielzahl von Faktoren beeinflusst, unter anderem der Hangneigung, der Beschaffenheit des Felsbettes, der Eismasse und der Temperatur. Auch innerhalb eines Gletschers ist die Geschwindigkeit nicht homogen. Im Akkumulationsgebiet (Nährgebiet) des Gletschers nimmt sie im Allgemeinen zu, im Ablationsgebiet (Zehrgebiet) dagegen wieder ab, die oberen Schichten des Eises bewegen sich zudem schneller als das Eis nahe dem Felsbett.
Mathematisch kann das Fließen der Gletscher mit Methoden der Kontinuumsmechanik beschrieben werden, indem durch ein Fließgesetz die Verformungsrate des Eises mit der Spannung in Beziehung gesetzt wird. Historisch entwickelte sich das Studium der Gletscherdynamik im achtzehnten und neunzehnten Jahrhundert durch Beobachtung der alpinen Gletscher. Im zwanzigsten Jahrhundert rückten die großen arktischen und antarktischen Eisschilde in den Mittelpunkt der Forschung, nicht zuletzt wegen ihrer zentralen Rolle für das Klimasystem der Erde, zum Beispiel aufgrund ihrer Albedowirkung, das heißt dem hohen Rückstrahlvermögen von Sonnenlicht, oder ihres Einflusses auf den Meeresspiegel.

## Forschungsgeschichte

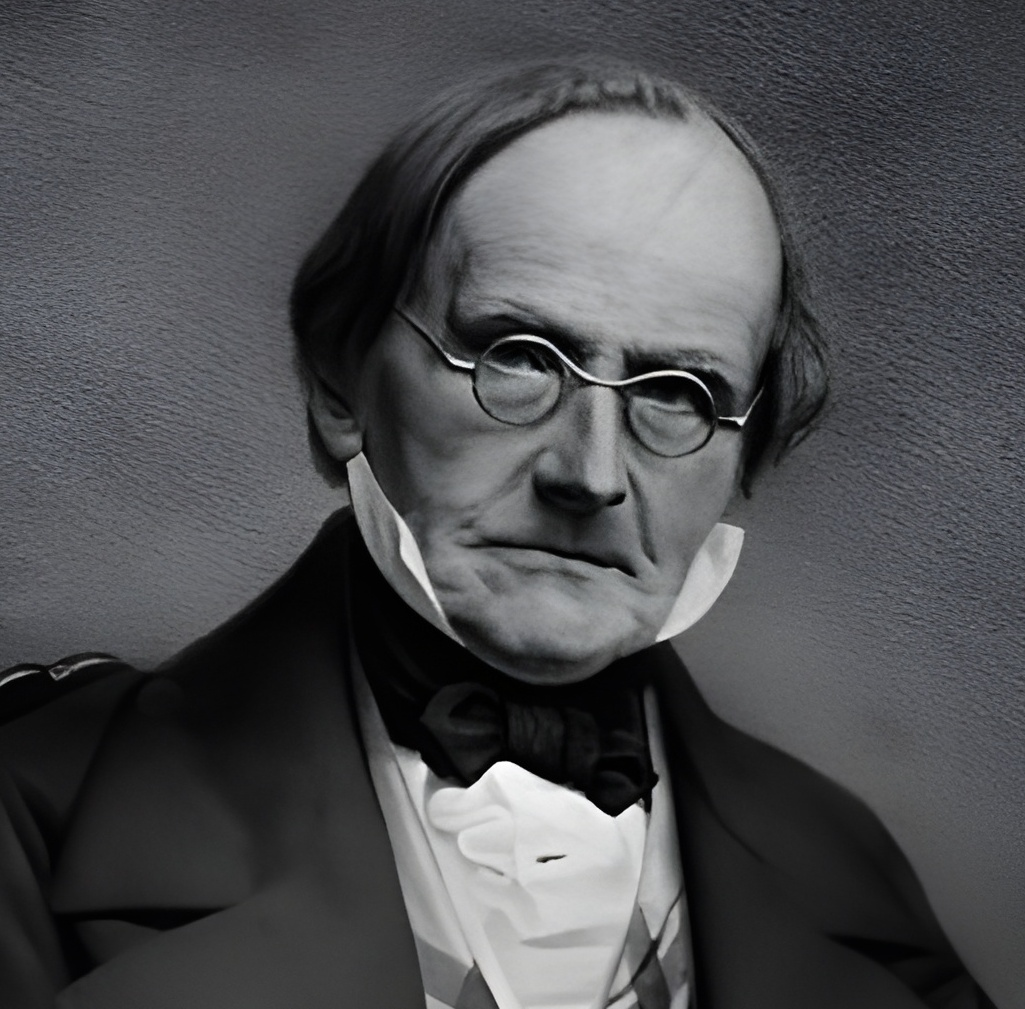
Johann von Charpentier, Autor des Essai sur les glaciers et sur le terrain erratique du bassin du Rhône und Pionier der Gletscherforschung

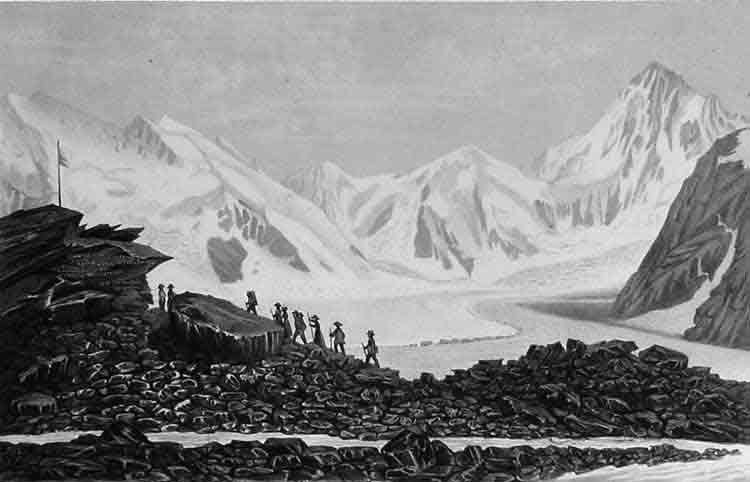
„Hôtel des Neuchâtelois“, unter dem Felsen an dieser Stelle des Unteraargletschers entstand die erste, von Louis Agassiz erbaute glaziologische Forschungsstation.

Gletscher wurden beim antiken griechischen Geschichtsschreiber Strabon im Werk Geographie behandelt, in neuzeitlichen geographischen Werken erstmals bei Sebastian Münster in seiner Cosmographia. Erwähnung fanden Gletscher auch in mittelalterlichen Urkunden, etwa zur Bezeichnung von Grenzen. In Tirol geschah dies beispielsweise erstmals in einer Schenkungsurkunde von 1260. Ein wissenschaftlicher Diskurs über die Bewegungen der Gletscher entwickelte sich jedoch erst ab dem 18. Jahrhundert. Noch im 17. Jahrhundert glaubte die einheimische Bevölkerung der Schweizer Alpen, die Gletscher wüchsen von unten nach oben den Berg hinauf. Diese Ansicht vertraten auch mehrere zeitgenössische Wissenschaftler wie zum Beispiel Johann Gottfried Gregorius in seiner Spezialenzyklopädie Beschreibung der berühmtesten Berge in alphabetischer Ordnung von 1715.
Bernhard Friedrich Kuhn war 1787 einer der Ersten, der die Bewegungen der Gletscher physikalisch zu erklären versuchte. Er nahm an, dass durch die Sonne erwärmtes Geröll unter den Gletscher gelangt, Eis zum Schmelzen bringt und die Stabilität des Gletschers vermindert. Sobald so viel Wasser geschmolzen sei, dass das Eis keinen Kontakt mehr zum Felsbett hat, beginne sich der Gletscher anschließend als Ganzes talwärts zu bewegen. Auch wenn seine Theorie der Gletscherbewegungen eher zu den schwächeren Teilen seiner Arbeit gezählt wird, leistete er dennoch einen bemerkenswerten Beitrag zur Glaziologie, denn er stellte einen Zusammenhang zwischen Moränen und Änderungen der Massenbilanz her und postulierte, dass den Bewegungen alpiner Gletscher und arktischer Eiskappen der gleiche Mechanismus zu Grunde läge. Andere frühe gletscherdynamische Theorien versuchten, die talwärtige Bewegung der Gletscher durch Schmelzen und Wiedergefrieren von Wasser zu erklären. So erklärte Johann von Charpentier in seinem 1841 erschienenen Werk Essai sur les glaciers et sur le terrain erratique du bassin du Rhône die Gletscherbewegungen durch die Schneeschmelze an der Gletscheroberfläche. Das geschmolzene Wasser dringe in das Innere des Gletschers ein und verursache beim nächtlichen Wiedergefrieren Risse und Verformungen, die zu einer Bewegung des Gletschers führten. Andere Naturforscher wie Johann Jakob Scheuchzer oder Ignaz Venetz vertraten ähnliche Theorien. Schon früh wurde jedoch erkannt, dass die Temperaturen im Gletscherinneren normalerweise zu niedrig sind, um eine Verformung durch derartige Vorgänge zu bewirken.
Schon 1751 führte dagegen Johann Georg Altmann die Bewegungen der Gletscher auf die Gravitation zurück. Diese führe dazu, dass das Eis des Gletschers talwärts gedrückt werde. Allerdings bewegten sich nach seinen Vorstellungen die Gletscher als Ganzes, vom Fließverhalten des Eises selbst als viskose Flüssigkeit hatte er noch keine Vorstellung. Auch andere seiner Ideen wirken für heutige Vorstellungen eher kurios. So nahm er beispielsweise an, dass sich unter der Gletscheroberfläche ein Meer aus flüssigem Wasser bis hinab in die Talgründe erstrecke, von dem die Gletscher nur die oberste Schicht darstellen. Horace-Bénédict de Saussure brachte 1779 im ersten Band seiner Voyages dans les Alpes die Theorie der Bewegung durch Gravitation auf eine aus heutiger Sicht wissenschaftlich etwas solidere Grundlage. Ausgehend von der Beobachtung, dass sich häufig am Fuße des Gletschers Hohlräume und abfließende Gletscherbäche befinden, erklärte er, dass das Eis am Felsbett abschmilzt und dadurch eine Bewegung des Gletschers zulässt, der sich wegen der von oben aufdrückenden Last des Eises talwärts bewegt. Auch seine Theorie berücksichtigt die viskosen Eigenschaften des Eises nicht, erst James David Forbes erkannte diese richtig als eine der Ursachen für die Bewegung der Gletscher. Seine Beobachtungen am Mer de Glace widersprachen der Theorie Saussures, da die Temperaturen zu niedrig waren, um nennenswert Eis zu schmelzen. Stattdessen nahm er in seinem 1842 erschienenen Werk eine viskose Verformung des Eises als Ursache der Gletscherbewegungen an. Auch wenn sich diese Theorie schließlich durchsetzen konnte, blieb sie anfangs nicht unwidersprochen: John Tyndall hielt es für unmöglich, dass Eis viskose Eigenschaften habe. In diesem Fall müsste ein Gletscher in der Lage sein – so Tyndall – über steile Kanten hinwegzufließen, anstatt zu brechen. Seine Erklärung für die Bewegung der Gletscher war eine kontinuierliche Bildung und anschließendes Wiederverschließen von kleinen Rissen. Diese Risse bildeten sich, sobald Sonnenlicht das Eis an verschiedenen Stellen im Gletscher zum Schmelzen bringe und das im Vergleich zum Eis geringere Volumen des Wassers den entstandenen Hohlraum nicht vollständig ausfüllen könne. Die Luftblasen in Gletschereis sah er dementsprechend als Überreste dieser Risse an.
In die Zeit von Forbes und Tyndall fällt auch der Beginn erster systematischer Messungen der Gletscherbewegungen. Louis Agassiz zeigte, dass ein Gletscher in der Mitte schneller fließt als an seinen seitlichen Rändern. Zudem fand er heraus, dass die Geschwindigkeit am Beginn und Ende eines Gletschers niedriger ist als in den Bereichen dazwischen. Harry Fielding Reid zeigte 1896 schließlich, dass die Fließlinien eines Gletschers nicht parallel zum Felsbett verlaufen, sondern im Akkumulationsgebiet nach unten geneigt sind (Submergenz) und im Ablationsgebiet nach oben (Emergenz). Dies kann als experimentelle Bestätigung von Forbes’ Theorie des Gletschers als viskose Flüssigkeit angesehen werden.
Große Fortschritte wurden in den fünfziger Jahren des zwanzigsten Jahrhunderts erzielt. Dank der Arbeiten von Glen und Nye konnte erstmals ein allgemeines Fließgesetz für Eis formuliert werden (glensches Fließgesetz, siehe unten). Zusätzlich formulierte Weertman 1957 seine Theorie des basalen Gleitens eines Gletschers als Ganzes über das darunterliegende Felsbett. Die Beschreibung des basalen Gleitens wurde in den nachfolgenden Jahrzehnten noch weiter verfeinert. Namentlich wurde die Rolle des Schmelzwassers am Felsbett sowie die Tatsache, dass das Felsbett selbst durch Druck des aufliegenden Gletschers deformationsfähig ist, stärker in den Modellen berücksichtigt.
Die Relevanz der arktischen und antarktischen Eisschilde auf das globale Klimasystem und die Variation des Meeresspiegels führte in den letzten Jahrzehnten dazu, dass die Eisschilde mehr in den Fokus der Forschung gerieten, wohingegen die frühen Arbeiten zur Gletscherdynamik sich fast ausschließlich mit den alpinen Gletschern beschäftigten. Nachdem schon bei Alfred Wegeners letzter Grönlandexpedition seismische Messungen der Eisdicke durchgeführt worden waren, begannen detaillierte Studien des Antarktischen Eisschildes erst mit der Norwegisch-Britisch-Schwedischen Antarktisexpedition 1949 bis 1952.
Neben der Entwicklung besserer experimenteller Methoden wie z. B. des Remote Sensing stellt die Einführung numerischer Simulation eine einschneidende Veränderung in der wissenschaftlichen Arbeit zur Gletscherdynamik dar. Erste numerische Modelle wurden Ende der 1960er-Jahre entwickelt. Das erste dreidimensionale Modell eines Gletschers wurde 1976 auf die Barnes-Eiskappe der Baffininsel angewandt, vorher wurde nur mit zweidimensionalen Vereinfachungen gearbeitet. 1977 konnte erstmals die Thermodynamik in den Modellen berücksichtigt werden. Inzwischen sind die Modelle in der Lage, Temperatur, Fließgeschwindigkeit sowie Felsbett- und Oberflächentopographie zumindest größenordnungsmäßig zu reproduzieren. Dank Computersimulationen ist es daher heute möglich, den Einfluss einzelner Parameter auf das Fließverhalten als Ganzes zu simulieren, ohne auf komplizierte Labormessungen zurückgreifen zu müssen. Auch wenn die Modelle in neuerer Zeit dank immer leistungsfähigerer Computer zunehmend mächtiger werden, ist bei der Interpretation ihrer Vorhersagen Vorsicht geboten. Der derzeitige Anstieg des Eisflusses der polaren Eisschilde wurde zum Beispiel in keinem Modell vorhergesagt. Diese neuzeitlichen dramatischen Änderungen der Gletscher und deren Auswirkungen auf das globale Klimasystem stehen derzeit im Mittelpunkt der Forschung.

## Kristallstruktur und Deformation

### Kristallstruktur von Eis

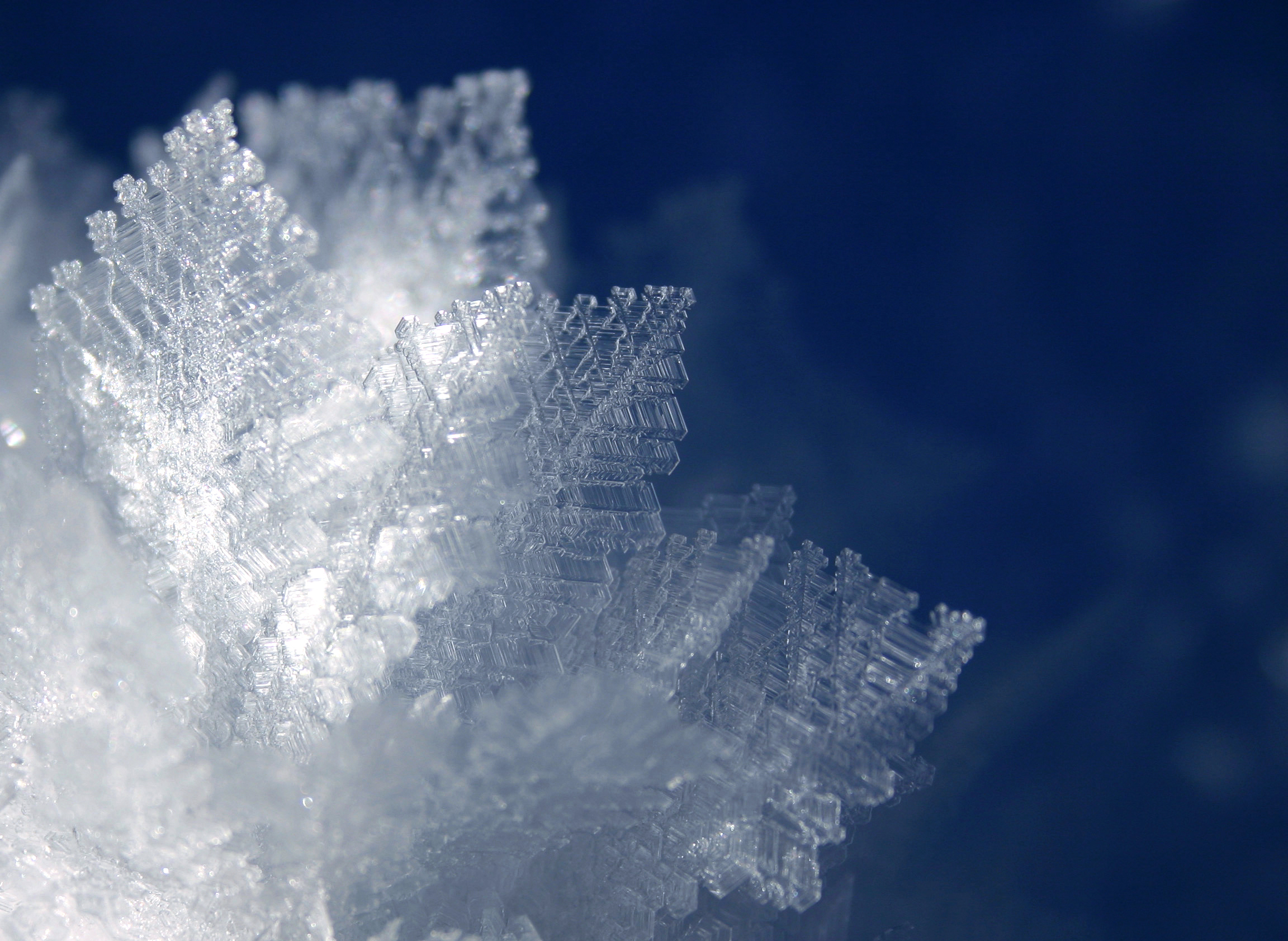
Eiskristalle

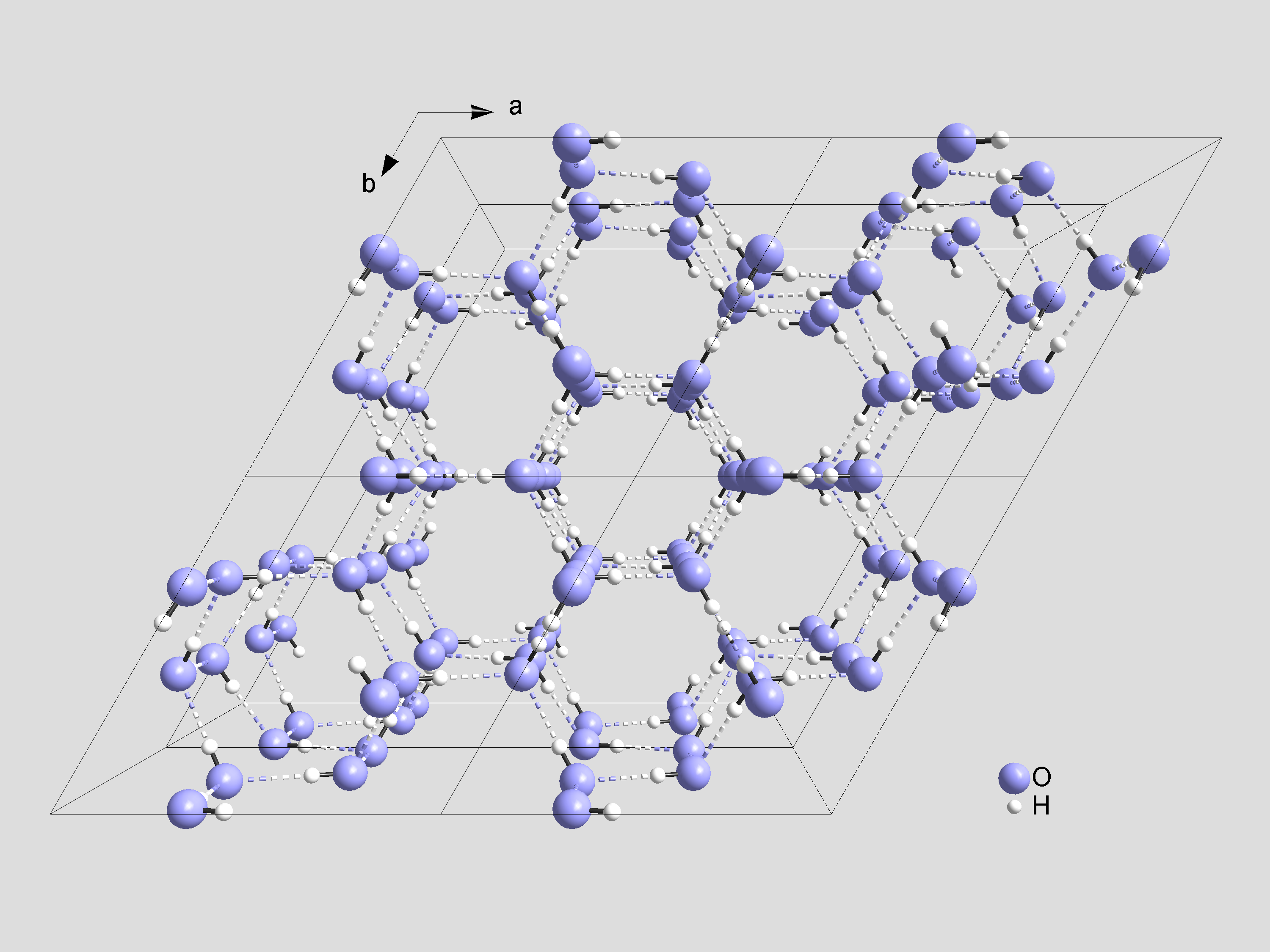
Eis I_{h}: Kristallstruktur

Als Eis wird im Allgemeinen der feste Aggregatzustand des Wassers bezeichnet, der in verschiedenen Erscheinungsformen auftreten kann. In der Glaziologie unterscheidet man des Weiteren zwischen Neuschnee und verschiedenen Formen von Firn sowie (Gletscher-)Eis, das einen geschlossenen Porenraum aufweist und bei dem vom Eis eingeschlossene Luftblasen keinen Kontakt mit der äußeren Atmosphäre mehr haben. Für die Struktur in den Kristallen ist diese Unterscheidung jedoch zunächst irrelevant: Das Wassermolekül besteht aus einem Sauerstoffatom, das zwei Wasserstoffatome an sich gebunden hat. Im festen Aggregatzustand binden zusätzlich zwei weitere Wasserstoffatome über Wasserstoffbrückenbindungen an das Sauerstoffatom, sodass jedes Molekül vier über Wasserstoffbrücken verbundene Nachbarn hat (zwei ausgehend vom Sauerstoffatom und eine von jedem Wasserstoffatom).
Ein Molekül mit vier nächsten Nachbarn kann sich auf verschiedene Arten kristallisieren. Während unter Laborbedingungen mehrere Kristallstrukturen von Eis realisiert werden können (zurzeit sind neun stabile sowie mehrere metastabile und amorphe Strukturen bekannt), kommt in der Natur nur die hexagonale Form Eis Ih vor, in der sich jeweils sechs Wassermoleküle zu Ringen zusammenschließen, die sich in einzelnen Schichten anordnen. Jedes Molekül gehört dabei zwei Ringen an. Der Abstand zweier benachbarter Ringschichten ist mit 0,276 nm erheblich größer als die Versetzungen innerhalb des Ringes (0,092 nm). Die Richtung senkrecht zu den Ringschichten nennt man optische oder c-Achse, die durch die Ringschichten definierte Fläche heißt basale Ebene.

### Deformation von monokristallinem Eis
Aufgrund der schichtförmigen Struktur eines einzelnen Eiskristalls findet seine Deformation normalerweise parallel zu seiner basalen Ebene statt, die benötigte Spannung zur Deformation entlang anderer Richtungen ist ungefähr 100-mal höher. Hierbei wird das Eis erst elastisch deformiert, anschließend beginnt es sich permanent zu verformen, solange die Spannung anhält. Laborexperimente zeigen, dass selbst kleine Spannungen eine Deformation verursachen. Zurückzuführen ist dies auf Defekte innerhalb der Kristallstruktur – sogenannte Versetzungen, die sich um einiges einfacher innerhalb des Kristalls bewegen können als Atome in einem perfekten Kristallgitter.

### Deformation von polykristallinem Eis

Kriechkurve von Eis

Gletschereis besteht nicht aus einem einzelnen, großen Eiskristall, sondern ist aus vielen einzelnen Einzelkristallen (Körner, englisch grains) zusammengesetzt. Ein Kubikmeter Gletschereis enthält dabei 106 bis 109 einzelne Körner. Im Gegensatz zu nur aus einem Kristall bestehendem monokristallinen Eis wird solches Eis polykristallin genannt. Es deformiert langsamer als monokristallines, da die Orientierung der einzelnen Kristalle zufällig ist und kein einheitliches Gleiten entlang der basalen Ebene zulässt. Prozesse, die zur Deformation führen, sind stattdessen Bewegung der einzelnen Kristalle relativ zueinander, Bewegung von Gitterfehlern innerhalb eines Kristalls und dynamische Rekristallisation, die Bildung neuer Kristalle die für die Deformation vorteilhaft orientiert sind.
Wird ein konstanter Druck ausgeübt, folgt auf eine anfängliche elastische Deformation eine Phase, in der die Verformungsrate abnimmt (primary creep) bis ein Minimum, die secondary creep rate erreicht ist. Die Abnahme wird durch Störungen von Kristallen unterschiedlicher Orientierung verursacht, die sich gegenseitig blockieren. Dynamische Rekristallisation führt schließlich zu Kristallstrukturen, die einfacher zu deformieren sind und demzufolge zu einer Erhöhung der Verformungsrate (tertiary creep).

## Verformung durch interne Deformation

### Glensches Fließgesetz
Auf Gletschereis wirkende Kräfte (i. A. die Gravitation) bewirken eine Deformation des Eises auf Grund der oben genannten Mechanismen. Dabei kann man für in Gletschern übliche Spannungen die Verformungsrate {\displaystyle {\dot {\epsilon }}} in Abhängigkeit von der Spannung {\displaystyle \tau } mit dem Faktor {\displaystyle A} und dem Exponenten {\displaystyle n} beschreiben gemäß
{\displaystyle {\dot {\epsilon }}=A\tau ^{n}.}
Diese Beziehung wird Glensches Fließgesetz genannt. Das Glensche Fließgesetz ist im Wesentlichen empirisch anhand verschiedener Labor- und Felddaten gefunden worden, wobei die Werte von {\displaystyle A} und {\displaystyle n} je nach Datensatz stark unterschiedlich ausfallen können. Der Wert von {\displaystyle n} variiert zwischen etwa 2 und 3,9, wobei für Gletschereis im Allgemeinen ein Wert von 3 angenommen wird. Während der Wert von {\displaystyle n} für praktische Anwendungen in der Glaziologie als konstant angenommen werden kann, ist der Wert des Ratenfaktors {\displaystyle A} keine Konstante, sondern hängt von Temperatur, Druck sowie der Konzentration von Verunreinigungen des Eises wie zum Beispiel Sand ab. Bezüglich der Temperatur {\displaystyle T} und der Gaskonstanten {\displaystyle R} zeigt {\displaystyle A} eine Arrhenius-Abhängigkeit:
{\displaystyle A=A_{0}\cdot \exp \left({\frac {-Q}{RT}}\right).}
Die Aktivierungsenergie {\displaystyle Q} beträgt dabei etwa 60 kJ/mol für Temperaturen unter −10 °C. Dies führt dazu, dass die Verformungsrate bei −10 °C etwa fünfmal höher ist als bei −25 °C. Steigen die Temperaturen über −10 °C, verformt sich das polykristalline Gletschereis sogar noch deutlich schneller, obwohl rein monokristallines Eis dieses Verhalten nicht zeigt. Die erhöhte Verformungsrate zwischen −10 °C und 0 °C kann durch eine Aktivierungsenergie von 152 kJ/mol beschrieben werden.
Die temperaturunabhängige Größe {\displaystyle A_{0}} ist keine Konstante, sondern abhängig vom Druck {\displaystyle P}, was wiederum durch eine Exponentialgleichung beschrieben werden kann:
{\displaystyle A_{0}=A_{0}'\cdot \exp \left({\frac {-PV}{RT}}\right)}
mit dem Aktivierungsvolumen {\displaystyle V}. Allerdings ist der Druckeffekt selbst für Drücke, wie sie an der Unterseite von Eisschilden herrschen, sehr klein und weit weniger relevant als die Temperaturabhängigkeit. Zusätzlich kann die Verformungsgeschwindigkeit von Kristallgröße und Wassergehalt abhängen. Auf ähnliche Weise wie Wasser erhöhen chemische Verunreinigungen im Eis dessen Verformbarkeit, indem sie zwischen den Korngrenzen salzreiche Lösungen mit niedrigerem Schmelzpunkt als reines Wasser bilden, die das Gleiten entlang der Korngrenzen erleichtern. Der Effekt von unlöslichen Verunreinigungen ist dagegen weniger klar, da kleine Partikel innerhalb der Kristallstruktur die Häufigkeit von Gitterfehlern erhöhen, was das Eis verformbarer macht, sie andererseits aber auch das Gleiten des Eises erschweren. Eine Messung der Verformbarkeit bei verschiedenem Sandgehalt ergab jedoch eine signifikante Erhöhung bei steigender Sandmenge. Insgesamt ist der Effekt von Verunreinigungen auf die Verformbarkeit von Gletschereis noch wenig erforscht und schwer einzuschätzen, da ein Zusammenhang zu anderen Größen wie Druck und Temperatur vermutet wird. Die Effekte von Verunreinigungen im Eis sollten aber vor allem am Felsbett eines Gletschers eine große Rolle spielen, da dort der Partikelgehalt am höchsten ist.

### Verallgemeinertes Fließgesetz
Normalerweise wirken die Scherkräfte in einem Gletscher in verschiedene Richtungen. Daher werden im allgemeinen Fall sowohl die Verformungsrate {\displaystyle {\dot {\epsilon }}} als auch die Scherspannung als tensorielle Größen behandelt. Der Spannungstensor {\displaystyle \sigma } hat die Form
{\displaystyle \sigma ={\begin{pmatrix}\sigma _{xx}&\sigma _{xy}&\sigma _{xz}\\\sigma _{yx}&\sigma _{yy}&\sigma _{yz}\\\sigma _{zx}&\sigma _{zy}&\sigma _{zz}\end{pmatrix}}}
Da der Fluss des Gletschers unabhängig vom hydrostatischen Druck ist, wird nur der Spannungsdeviator {\displaystyle \tau } betrachtet, bei dem der hydrostatische Druck vom Spannungstensor abgezogen wird:
{\displaystyle \tau _{ij}=\sigma _{ij}-{\frac {1}{3}}(\sigma _{xx}+\sigma _{yy}+\sigma _{zz}).\qquad (i,j=x,y,z)}
Hierbei und im Folgenden steht der Index {\displaystyle i} bzw. {\displaystyle j} für einen beliebigen Eintrag eines Tensors. Die Verformungsrate {\displaystyle {\dot {\epsilon }}_{ij}} wird durch die Geschwindigkeitsgradienten bestimmt und ist ebenfalls eine tensorielle Größe:
{\displaystyle {\dot {\epsilon }}_{ij}={\frac {1}{2}}\left({\frac {\partial v_{i}}{\partial j}}+{\frac {\partial v_{j}}{\partial i}}\right)}.
Seine Diagonalelemente {\displaystyle {\dot {\epsilon }}_{ii}={\frac {\partial v_{i}}{\partial i}}} beschreiben eine Dehnung beziehungsweise Kompression entlang einer Achse. Die Nichtdiagonalelemente entsprechen Scherungen (das Element {\displaystyle {\dot {\epsilon }}_{xy}} zum Beispiel einer Scherung der {\displaystyle y}-Ebene in Richtung {\displaystyle x}).
Ein allgemeines Fließgesetz soll Spannung und Verformungsrate mathematisch in Beziehung setzen. Eine Grundannahme ist hierbei, dass Verformungsrate und Spannungsdeviator proportional zueinander sind:
{\displaystyle {\text{(a)}}\quad {\dot {\epsilon }}_{ij}=F\tau _{ij}.}
Hierbei ist {\displaystyle F} eine Funktion der Temperatur, des Druckes und der angelegten Spannung. Da das Fließgesetz unabhängig vom gewählten Koordinatensystem sein muss, kann {\displaystyle F} jedoch keine Funktion eines einzelnen (vom Koordinatensystem abhängigen) Elements des Spannungsdeviators sein und die Invarianten der beiden Tensoren {\displaystyle {\dot {\epsilon }}} und {\displaystyle \tau } sind von besonderem Interesse. Da der Spannungsdeviator spurfrei ist, folgt aus der angenommenen linearen Abhängigkeit (Gleichung (a)), dass {\displaystyle {\dot {\epsilon }}_{xx}+{\dot {\epsilon }}_{yy}+{\dot {\epsilon }}_{zz}=0}, was mit der Annahme der Inkompressibilität für Eis äquivalent ist.
Die zweite Invariante der Verformungsrate (beziehungsweise der deviatorischen Scherspannung) wird effektive Verformungsrate (effektive Scherspannung) genannt und ist definiert als
{\displaystyle {\text{(b)}}\quad 2{\dot {\epsilon }}={\dot {\epsilon }}_{xx}^{2}+{\dot {\epsilon }}_{yy}^{2}+{\dot {\epsilon }}_{zz}^{2}+2({\dot {\epsilon }}_{xy}^{2}+{\dot {\epsilon }}_{xz}^{2}+{\dot {\epsilon }}_{yz}^{2})}
beziehungsweise
{\displaystyle {\text{(c)}}\quad 2\tau =\tau _{xx}^{2}+\tau _{yy}^{2}+\tau _{zz}^{2}+2(\tau _{xy}^{2}+\tau _{xz}^{2}+\tau _{yz}^{2}).}
Es wird für diese beiden Größen die den experimentellen Beobachtungen entsprechende Beziehung der Form
{\displaystyle {\text{(d)}}\quad {\dot {\epsilon }}=A\tau ^{n}}
angenommen, die sich im Fall einer einfachen Scherung (z. B. mit allen Einträgen außer {\displaystyle \tau _{xy}} und {\displaystyle \epsilon _{xy}} gleich 0) auf das Glensche Fließgesetz reduziert. Daher ist es plausibel anzunehmen, dass sie auch allgemein die Spannungsabhängigkeit von {\displaystyle F} beschreiben kann. Hierbei ist {\displaystyle A} wieder eine Funktion von Druck und Temperatur und {\displaystyle n} ein experimentell zu bestimmender Parameter.
Aus den Gleichungen {\displaystyle (a)} – {\displaystyle (d)} folgt, dass
{\displaystyle {\dot {\epsilon }}=F\tau \qquad {\text{mit}}\quad F=A\tau ^{n-1}.}
Setzt man {\displaystyle F} in Gleichung {\displaystyle (a)} ein, erhält man das verallgemeinerte Fließgesetz für Eis:
{\displaystyle {\dot {\epsilon }}_{ij}=A\tau ^{n-1}\tau _{ij}.}
Die Verformung der Ebene {\displaystyle x} in Richtung {\displaystyle y} hängt also nicht nur von dem entsprechenden Eintrag {\displaystyle \tau _{xy}} des Spannungstensors ab, sondern auch von den in allen anderen Richtungen wirkenden Scherkräften, die in der effektiven Scherspannung {\displaystyle \tau } enthalten sind. Falls der Scherspannungstensor nur einen Eintrag hat, die Kraft also nur auf eine Fläche in eine Richtung wirkt, ist das verallgemeinerte Fließgesetz zum Glenschen Fließgesetz äquivalent.
In der neueren Literatur werden auch komplexere Beziehungen zwischen Verformungsrate und Spannung angeführt. Ausgehend von der Beobachtung, dass je nach Ursache einer Verformung ein unterschiedliches Fließverhalten auftritt, entwarfen David L. Goldsby und David Kohlstedt (2001) ein Modell, in dem sich die Gesamtverformungsrate aus der Summe aller Beiträge der verschiedenen Deformationsmechanismen für polykristallines Eis zusammensetzt. Auch Beziehungen, die noch weitergehend von der Form des allgemeinen Fließgesetz abweichen, wurden diskutiert. Trotzdem wird das verallgemeinerte Fließgesetz in der oben angegebenen Form in den meisten gletscherdynamischen Modellen angewandt.

## Basales Gleiten und Felsbettdeformation

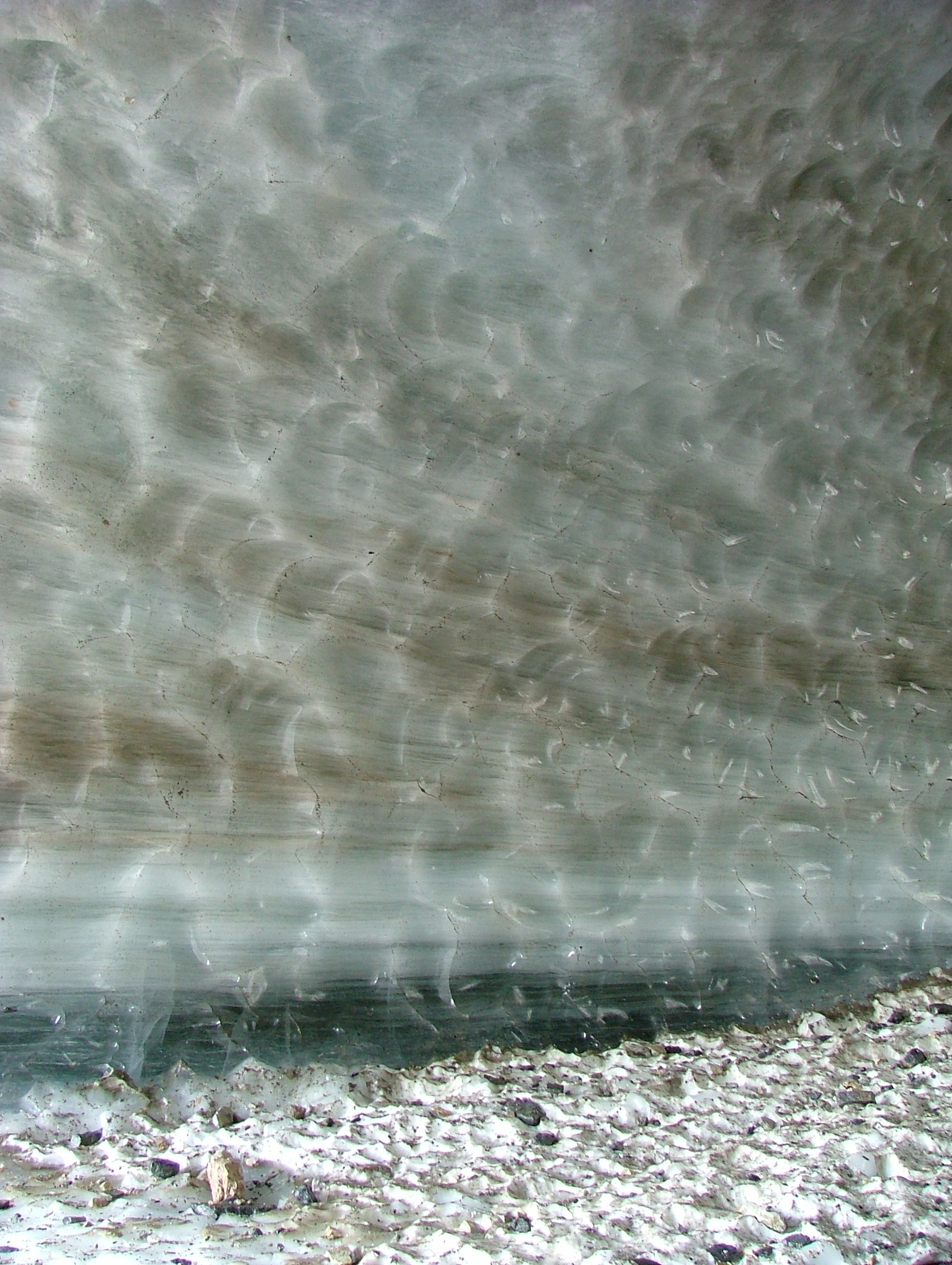
Schnitt durch einen Gletscher. Aufgrund von Schmelzprozessen ist die Eisschicht direkt über dem Felsbett transparenter als die darüber liegenden Schichten.

Gletscher können sich als Ganzes durch die Gravitation talwärts bewegen, was als basales Gleiten bezeichnet wird. Die Geschwindigkeit des basalen Gleitens hängt dabei weniger von der Größe der Gravitationskraft ab, sondern mehr von den Bedingungen am Felsbett, die von der Temperatur des Gletschers abhängen. Ist die Temperatur dort höher als der Druckschmelzpunkt, kann sich durch Schmelzen ein dünner Wasserfilm bilden, der ein Gleiten des Gletschers ermöglicht. Anderenfalls geschieht das Gleiten nur sehr langsam und ist daher für die meisten kalten Gletscher, das heißt Gletschern, deren Temperatur sich unter dem Druckschmelzpunkt befindet, irrelevant. Ein Maß für die Gleitfähigkeit eines Gletscherfelsbettes ist der drag factor {\displaystyle \psi }, der die durch die Bewegung verursachte Scherspannung {\displaystyle \tau _{b}} mit der Gleitgeschwindigkeit {\displaystyle u_{b}} verbindet:
{\displaystyle \tau _{b}=\psi u_{b}}.
Je höher der drag factor, desto schwerer fällt das Gleiten. Sein Zahlenwert variiert selbst für Gletscher mit Schmelze am Felsbett stark. Aus diesem Grund kann auch nicht allgemein gültig angegeben werden, wie relevant basales Gleiten für die Bewegung der Gletscher als Ganzes ist. Bei Gletschern mit Temperaturen über dem Druckschmelzpunkt ist es im Durchschnitt für etwa 50 % der Gesamtbewegung verantwortlich, teilweise aber auch für erheblich mehr.

### Basales Gleiten über ein festes Felsbett
Dass das Eis sich über Unebenheiten am Felsbett hinwegbewegen kann, ist hauptsächlich auf zwei Mechanismen zurückzuführen, welche schon von Deeley und Pfarr 1914 beschrieben und von Weertman 1957 in einer ersten Theorie des basalen Gleitens mathematisch behandelt wurden. Grundannahme seiner Theorie ist ein Eiskörper, der sich über einen dünnen Wasserfilm über ein nicht deformierbares Felsbett bewegt. Falls eine Unebenheit des Felsbettes dem Fluss entgegensteht, entsteht einerseits durch die Kraft des von oben auf das Hindernis drückenden Gletschers ein Druckgradient zwischen den beiden Seiten des Hindernisses. Der höhere Druck auf der dem Berg zugewandten Seite des Hindernisses sorgt dafür, dass der Druckschmelzpunkt auf dieser Seite erniedrigt wird. Da die Temperatur des Gletschers am Felsbett dem Druckschmelzpunkt entspricht, ist das Eis hier also kälter als auf der Talseite. Durch diesen Temperaturunterschied entsteht ein Wärmefluss, der das Eis auf der Bergseite zum Schmelzen bringt. Im flüssigen Zustand kann das Hindernis überwunden werden, und das Wasser gefriert anschließend wieder. Die Effizienz dieses Mechanismus ist vom Wärmefluss durch das Hindernis abhängig, der umso kleiner wird, je größer das Hindernis ist. Daher ist er für große Hindernisse vernachlässigbar.
Auf der anderen Seite wird durch dem Fluss entgegenstehende Hindernisse eine höhere Spannung verursacht, die eine höhere Fließgeschwindigkeit zur Folge hat. Je größer das Hindernis ist, desto größer ist dieser Effekt, sodass er nur für große Hindernisse relevant ist. Die Kombination beider Effekte schließlich ermöglicht eine Bewegung sowohl über große als auch über kleine Hindernisse hinweg.
Nach der ersten Formulierung dieser Theorie durch Weertman wurden weitere Theorien zum basalen Gleiten ausgearbeitet, ohne dass sich grundlegende Änderungen ergaben. Die von Weertman anfangs nur postulierten Mechanismen sind inzwischen auch experimentell bestätigt. Eine Modifikation ergibt sich aber durch das Vorhandensein von größeren Wassereinschlüssen am Felsbett. Der Wasserdruck innerhalb dieser Einschlüsse kann so groß werden, dass sich das Eis nicht mehr nur über einen dünnen Wasserfilm über das Felsbett hinwegbewegt, sondern teilweise komplett angehoben wird, was die Kontaktfläche zwischen Gletscher und Felsbett verringert. Damit wird der Reibungswiderstand drastisch gesenkt und die Fließgeschwindigkeit erhöht. Eine vollständig korrekte Beschreibung dieses Falles ist bisher noch nicht entwickelt worden. Des Weiteren können im felsbettnahen Eis eingeschlossene Partikel den Reibungswiderstand erhöhen, was ebenfalls die Fließgeschwindigkeit merklich beeinflusst.

### Basales Gleiten über ein deformierbares Felsbett
In den obigen Betrachtungen wurde davon ausgegangen, dass der Gletscher sich über ein vollkommen starres Felsbett hinwegbewegt. Das hohe Gewicht des Gletschereises kann jedoch dazu führen, dass sich das Felsbett selbst deformiert und das unterliegende Sediment mitbewegt. Eine experimentelle Bestätigung hierzu liefert der derzeitige Rückzug der Gletscher, der normalerweise kein starres Felsbett, sondern Gesteinsschutt zurücklässt, der durch die Deformation des Felses entstanden ist. Das vom Gletscher transportierte Material wird als Moräne bezeichnet, die eiszeitlichen Veränderungen in der Landschaft können z. B. im Alpenvorland als Glaziale Serie beobachtet werden. 
Untersuchungen mittels Bohrlöchern sind zwar nur an wenigen Gletschern durchgeführt worden, bestätigten jedoch die wichtige Rolle der Felsbettdeformation, die in einigen Gletschern sogar die Hauptursache der basalen Gletscherbewegungen ist. Felsbettdeformationen zeigen starke räumliche und zeitliche Fluktuationen, bedingt durch räumliche Änderungen der Geometrie und des Materials des unterliegenden Felsbettes sowie Änderungen des Wassergehalts des Gletschers. Auch aus diesem Grund ist das genaue Fließverhalten eines Gletschers mit deformierbaren Bett sehr schwer zu beschreiben. Da die Deformation des Felsbettes jedoch signifikant das Fließverhalten beeinflusst, wird es inzwischen dennoch von allen modernen Gletschermodellen zu parametrieren versucht.

## Das Fließen der Gletscher
| Gletscher                 | Typ                                  | Oberflächengeschwindigkeit (m/a) | Fließgeschwindigkeit in Gletschermitte (m²/a) | Eisdicke (m) |
| ------------------------- | ------------------------------------ | -------------------------------- | --------------------------------------------- | ------------ |
| Storglaciären             | Talgletscher                         | 15                               | 3000                                          | 200          |
| Worthington-Gletscher     | Talgletscher                         | 75                               | 15000                                         | 200          |
| Columbia-Gletscher (1977) | Gebirgsgletscher (ins Meer fließend) | 730                              | 70000                                         | 950          |
| Columbia-Gletscher (1995) | Gebirgsgletscher (ins Meer fließend) | 2900                             | 230000                                        | 800          |
| Pine-Island-Gletscher     | Eisstrom (mit Eisschelf)             | 1500                             | 270000                                        | 1800         |

Die Fließgeschwindigkeit {\displaystyle u} von Gletschern variiert zwischen wenigen Metern und einigen Kilometern pro Jahr. Grundsätzlich tragen zwei Komponenten zur Fließgeschwindigkeit bei: ein konstanter Anteil {\displaystyle u_{\mathrm {b} }}, der durch basales Gleiten und Felsbettdeformation verursacht wird, sowie einer, der auf interne Deformation zurückzuführen ist und abhängig von der Masse des aufliegenden Eises, mithin mit der Tiefe {\displaystyle z} des Gletschers variiert:
{\displaystyle u=u_{\mathrm {b} }+\int _{\mathrm {B} }^{z}{\frac {\partial u}{\partial z}}\mathrm {d} z.}
Der Anteil des basalen Gleitens wird hierbei durch Wassergehalt und Beschaffenheit des Felsbettes bestimmt, die interne Deformation durch die angelegten Spannungen und Geometrie des Gletschers. Beide Prozesse sind auch abhängig von der Temperatur. Multipliziert man die Fließgeschwindigkeit mit der Querschnittsfläche des Gletschers, erhält man die Menge an Eis, die pro Zeiteinheit durch diese Fläche fließt, den Eisfluss in der Einheit {\displaystyle \mathrm {m^{3}/s} }.
Ausgehend von der spezifischen Massenbilanz, also der Massenbilanz an verschiedenen Punkten eines Gletschers, lassen sich generelle Voraussagen über gemittelte Gleichgewichtsgeschwindigkeiten und Richtung der Fließlinien treffen. Um die genauen Fließgeschwindigkeiten in Abhängigkeit von der Tiefe zu erhalten, müssen die Geschwindigkeiten mit dem allgemeinen Fließgesetz berechnet werden. Außer für idealisierte Fälle ist hierbei eine analytische Lösung nicht mehr möglich, sodass man auf numerische Modelle angewiesen ist.

### Messung von Gletschergeschwindigkeiten

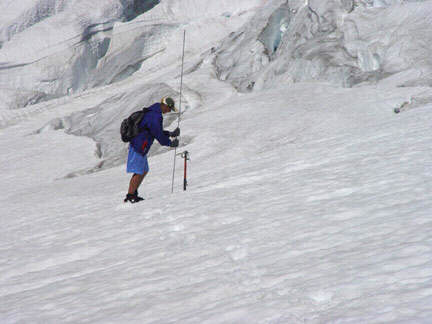
Ein Glaziologe bei der Arbeit

Oberflächengeschwindigkeiten von Gletschern wurden früher durch Triangulation gemessen. Zu diesem Zweck wurde Stangen über den Gletscher verteilt und der Abstand zwischen ihnen bestimmt. Mittels Messungen zu verschiedenen Zeiten ergeben sich die Verschiebungen der Stangen und damit die Geschwindigkeit. Auch wenn technische Verbesserungen wie automatische Winkelmessung und Laserentfernungsmessung derartige Messungen vereinfachten, benötigen sie immer einen Referenzpunkt. Außerdem ist der Arbeitsaufwand der hierfür erforderlichen regelmäßigen Feldmessungen relativ hoch und ungünstige Wetterbedingungen können Messungen zu bestimmten Zeiten unmöglich machen. Eine grundlegende Verbesserung ergab sich mit Einführung des Global Positioning System (GPS) und dem Einsatz von GPS-Empfängern an den Vermessungsstangen. Wenn nahe dem Gletscher eine Referenzstation vorhanden ist, kann somit eine Messgenauigkeit von bis zu einem Zentimeter erreicht werden. Außerdem können kontinuierlich Daten gemessen werden, nicht nur während weniger Feldmessexkursionen. Messmethoden mit Stangen liefern jedoch immer nur Daten für eine räumlich sehr begrenzte Fläche. Inzwischen werden daher vor allem terrestrische Laserscanner zur Bestimmung der Oberflächengeschwindigkeit benutzt, die eine Reichweite von mehreren Kilometern haben. Die Gletschergeschwindigkeit wird mit ihnen durch Verschiebung charakteristischer Strukturen in aufeinanderfolgenden Scans bestimmt (feature tracking).
Mittels Fernerkundung können auch Oberflächengeschwindigkeiten von größeren und bisher unzugänglichen Gebieten gemessen werden. Hierbei werden Daten oder Bilder von Flugzeug- oder Satellitenmessungen zur Geschwindigkeitsbestimmung genutzt. Will man Geschwindigkeiten von Gletschern messen, die zu klein sind, um mittels Satellitenbildern aufgelöst zu werden, können Fernerkundungsdaten auch mit Drohnen gewonnen werden. Die Geschwindigkeit kann auch hier mittels feature tracking anhand der Verschiebung markanter Fixpunkte bestimmt werden. Hierzu dienen zum Beispiel Gletscherspalten, die auf verschiedenen, zeitlich aufeinanderfolgenden Bildern des gleichen Gebietes aufgenommen wurden. Alternativ ist es möglich, die Geschwindigkeit mittels Mikrowellen-Interferometrie zu erhalten, indem die Phasenverschiebung eines vom Gletscher reflektierten Mikrowellensignals gemessen wird.
Messungen von Geschwindigkeiten innerhalb des Gletschers sind schwieriger. Eine Möglichkeit hierzu ist die Beobachtung der Deformation von Eisbohrlöchern, die Informationen über die Deformationsrate und Fließgeschwindigkeit liefern kann.

### Gleichgewichtsgeschwindigkeit

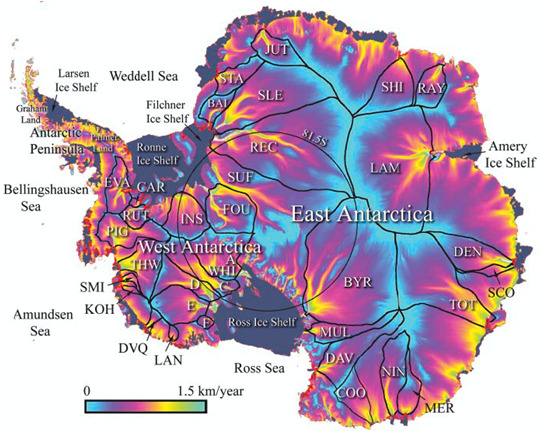
Gleichgewichtsgeschwindigkeit der antarktischen Gletscher

Für jeden Punkt eines Gletschers kann unter Annahme einer ausgeglichenen Massenbilanz eine mittlere Geschwindigkeit, die sogenannte Gleichgewichtsgeschwindigkeit, berechnet werden. Hierbei wird ausgenutzt, dass auf Grund der Massenerhaltung Eis innerhalb des Gletschers weder „aus dem Nichts“ entstehen noch verloren gehen kann. Die Änderung der Gesamtmasse {\displaystyle M} des Gletschers oberhalb eines Querschnitts {\displaystyle Y} muss daher der Differenz von Akkumulation (beziehungsweise Ablation) oberhalb dieses Querschnitts und dem Eisfluss {\displaystyle Q} durch ihn entsprechen:
{\displaystyle {\frac {\mathrm {d} M}{\mathrm {d} t}}=\rho \int _{A}{\dot {b}}\mathrm {d} A-\int _{Y}Q\mathrm {d} y}
Das Flächenintegral über {\displaystyle A} im Akkumulationsterm entspricht der Fläche oberhalb von {\displaystyle Y}, {\displaystyle \rho } ist die Eisdichte, {\displaystyle {\dot {b}}} die lokale Massenänderung. Der Eisfluss {\displaystyle Q} durch die Fläche {\displaystyle Y} kann mathematisch beschrieben werden als
{\displaystyle Q=\int _{\mathrm {b} }^{S}\rho (z)u(z)\mathrm {d} z={\overline {\rho u}}Hy} ({\displaystyle b} ist die Höhe des Felsbettes, {\displaystyle S} die Höhe der Oberfläche).
{\displaystyle H} steht für die Höhe und {\displaystyle y} für die Breite des Gletscherquerschnitts {\displaystyle Y}. Wenn die Änderung der Masse vernachlässigbar klein gegenüber den anderen Termen dieser Gleichung ist (also im Falle eines Gletschers mit annähernd ausgeglichener Massenbilanz und vernachlässigbarer kurzzeitiger Variabilität durch Schneefall oder -schmelze), gilt {\displaystyle {\frac {\mathrm {d} M}{\mathrm {d} t}}=0} und daher für einen beliebigen Querschnitt {\displaystyle Y} des Gletschers:
{\displaystyle \rho \int _{A}{\dot {b}}\mathrm {d} A=\rho {\dot {b}}A={\overline {\rho }}HU_{\mathrm {g} }y},
mit {\displaystyle A} als Fläche des Gletschers oberhalb von {\displaystyle Y}. In Worten besagt diese Gleichung, dass das gesamte Eis, das oberhalb des beobachteten Querschnitts akkumuliert wird, auch durch diesen hindurchfließen muss. Die Geschwindigkeit, mit der das geschieht, {\displaystyle U_{\mathrm {g} }}, wird Gleichgewichtsgeschwindigkeit genannt. Da sie eine gemittelte Größe ist, gibt die Kenntnis der Gleichgewichtsgeschwindigkeit keine Information über die tatsächliche Geschwindigkeitsverteilung innerhalb des Gletschers, hierzu ist eine genauere Betrachtung der beschleunigenden und bremsenden Kräfte, die auf den Gletscher wirken, nötig. Falls die Massenbilanz eines Gletschers nicht ausgeglichen ist, weicht die tatsächliche Geschwindigkeit natürlich ebenfalls von der Gleichgewichtsgeschwindigkeit ab. Deutliche Differenzen zwischen gemessener und Gleichgewichtsgeschwindigkeit sind daher ein Zeichen dafür, dass die Massenbilanz des Gletschers nicht ausgeglichen ist.
Bei Talgletschern ist die Gleichgewichtsgeschwindigkeit im Akkumulationsgebiet positiv, im Ablationsgebiet dagegen negativ, da der Eisfluss in zunehmender Tiefe immer geringer wird. Im Meer endende Gletscher arktischer Regionen sowie die großen Eisschilde können selbst am Rand einen großen Eisfluss aufweisen. Sie verlieren ihr Eis nicht durch Schmelzen, sondern durch das Kalben von Eisbergen. In diesen Fällen ist die Gleichgewichtsgeschwindigkeit auch an der Küste noch relativ hoch, im Falle der Antarktis liegen die Bereiche mit der höchsten Gleichgewichtsgeschwindigkeit sogar direkt an der Küste, da es aufgrund der extrem niedrigen Temperaturen kein Ablationsgebiet auf dem antarktischen Festland gibt.

### Vertikale Geschwindigkeiten: Emergenz und Submergenz

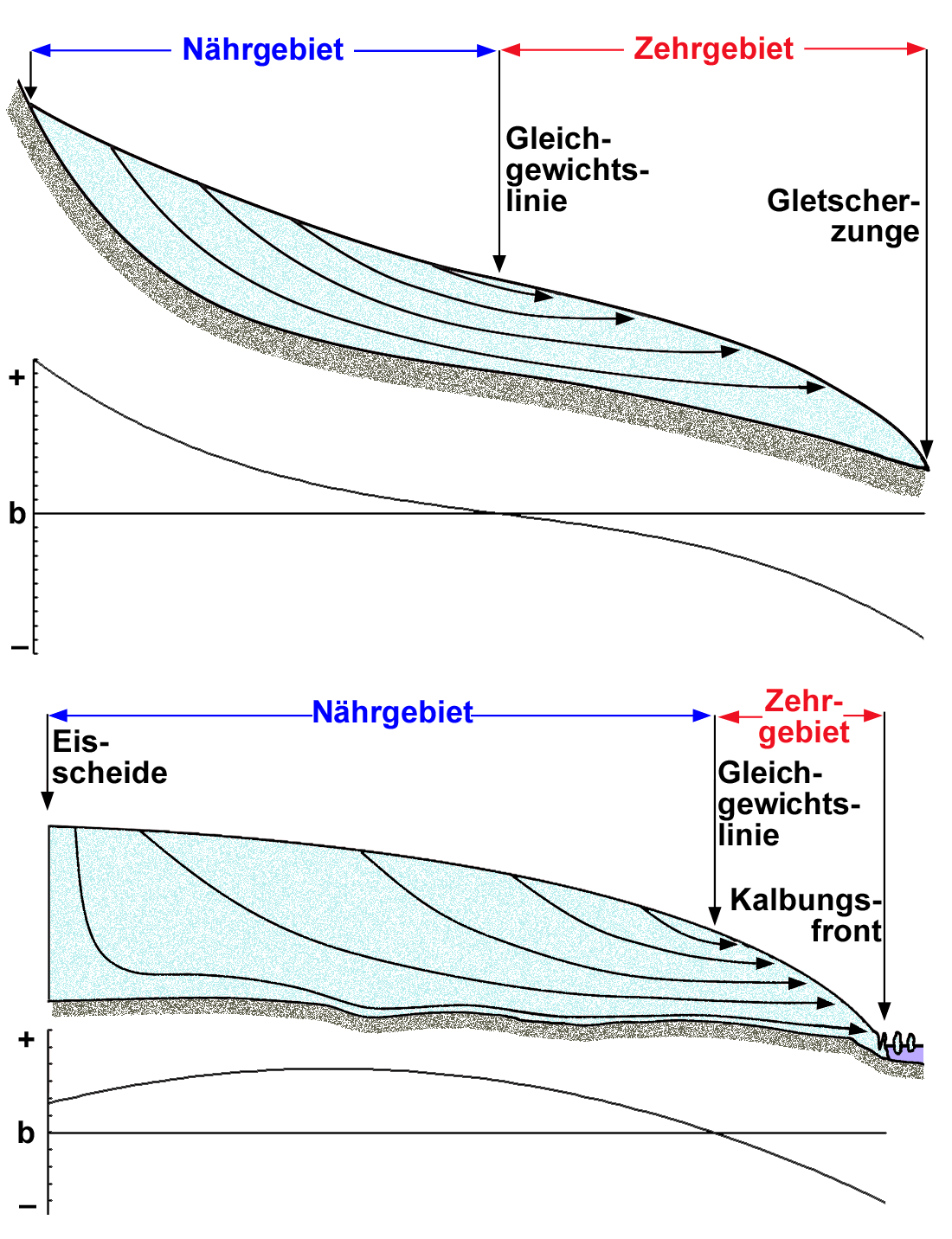
Fließlinien und Massenbilanz (b) eines typischen Talgletschers (oben) und Eisschildes. Im Falle des Talgletschers sieht man deutlich, dass die Fließlinien im Akkumulationsgebiet nach unten gerichtet sind, bzw. im Ablationsgebiet nach oben.

Die Gleichgewichtsgeschwindigkeit beschreibt die mittlere horizontale Geschwindigkeit eines Gletschers. Wenn der Gletscher tatsächlich im Gleichgewicht ist oder nicht wesentlich davon abweicht, ist es zusätzlich möglich, Aussagen über die vertikale Geschwindigkeit des Eises zu treffen. Damit sich die Höhe des Gletschers an keiner Stelle ändert, muss die vertikale Geschwindigkeit genau der Nettoakkumulation – also der Differenz aus Akkumulation und Ablation – entsprechen:
{\displaystyle {\dot {b}}=-U_{\mathrm {v} }+U_{\mathrm {h} }\tan(\alpha )}.
{\displaystyle U_{\mathrm {v} }} beschreibt hier die Vertikalgeschwindigkeit. Der Term {\displaystyle U_{\mathrm {h} }\tan(\alpha )} trägt der Tatsache Rechnung, dass der Gletscher auch eine horizontale Geschwindigkeit hat, sodass die Vertikalgeschwindigkeit nicht exakt der Nettoakkumulation entspricht, sobald der Gletscher um einen Winkel {\displaystyle \alpha } geneigt ist.
Im Akkumulationsgebiet ist {\displaystyle {\dot {b}}} positiv, {\displaystyle U_{\mathrm {v} }} daher negativ. Die Fließlinien zeigen in den Gletscher hinein und das Eis fließt tendenziell nach unten. Dieses Verhalten wird Submergenz genannt. Im Ablationsgebiet ist die Situation genau umgekehrt, die Fließlinien zeigen nach oben und das Eis fließt wieder Richtung Gletscheroberfläche (Emergenz). Nur auf Höhe der Gleichgewichtslinie fließt das Eis parallel zur Gletscheroberfläche. Für Talgletscher zeigen deutliche Abweichungen von diesem Fließverhalten an, dass sich der Gletscher nicht im Gleichgewicht befindet. Dann entspricht die vertikale Geschwindigkeit nicht mehr der Nettoakkumulation und der Gletscher verliert oder gewinnt an Substanz. Für Eisschilde muss diese Gesetzmäßigkeit nicht unbedingt gelten, da sie Eis auch durch andere Mechanismen wie zum Beispiel das Kalben von Eisbergen verlieren.

### Auf den Gletscher wirkende Kräfte
Treibende Kraft der Gletscherbewegungen ist das Eigengewicht des Eises. Diese kann auf zwei verschiedene Arten dazu führen, dass es zu einer Bewegung der Gletscher kommt:
- Ein Gletscher konstanter Höhe {\displaystyle H} befindet sich auf einem geneigten Felsbett. Die auf den Gletscher wirkende Kraft entspricht dann der Hangabtriebskraft {\displaystyle \tau _{\mathrm {g} }=\rho gH\sin(\alpha )}.
- Ein Gletscher befindet sich auf einem flachen Felsbett, besitzt aber eine variable Höhe, sodass Eis vom höheren zum flacheren Teil des Gletschers fließt. In diesem Fall gilt für die wirkende Kraft {\displaystyle \tau _{\mathrm {g} }=\rho gH\tan(\alpha )}, wobei der Winkel {\displaystyle \alpha } die Neigung der Gletscheroberfläche symbolisiert.

Auch eine Kombination beider hier beschriebener Situationen ist möglich. Da die Oberflächenneigung von Gletschern selten mehr als 20° beträgt, gilt die Kleinwinkelnäherung {\displaystyle \sin(\alpha )\approx \tan(\alpha )\approx \alpha } und die wirkende Kraft kann in diesem Fall alleine durch die Oberflächenneigung bestimmt werden. Die Kraft ist immer auf eine Fläche des Gletschers bezogen, hat also die Einheit einer Spannung (Kraft pro Fläche). In der Glaziologie wird sie deshalb auch als Spannung bezeichnet, selbst wenn sie nicht nur auf eine Oberfläche, sondern auf den gesamten Gletscher wirkt.
Der Gravitation entgegengesetzt sind die Reibung am Felsbett {\displaystyle \tau _{\mathrm {b} }}, eventuelle Reibungskräfte an der Seite des Gletschers {\displaystyle \tau _{s}} und Kompression und Dehnung des Eises entlang der Fließrichtung ({\displaystyle \tau _{k}}). Da Beschleunigungen innerhalb eines Gletschers minimal sind, kann im Normalfall ein Gleichgewicht angenommen werden, in dem die bremsenden Kräfte die Beschleunigung durch die Gravitation ausgleichen:
{\displaystyle \tau _{\mathrm {g} }=\tau _{\mathrm {b} }+\tau _{s}+\tau _{k}}.
Die Reibung am Felsbett ist im Allgemeinen die wichtigste dieser drei Kräfte und macht bei Talgletschern 50 bis 90 % der gesamten bremsenden Kräfte aus. Im Falle von Eisschelfs und im Meer mündenden Eisströmen wird {\displaystyle \tau _{\mathrm {b} }}, die Reibung am „Felsbett“, jedoch vernachlässigbar klein und ihr Beitrag zu den bremsenden Kräften geht gegen null. Dies ist der Grund, weshalb diese Gletscher eine höhere Dynamik aufweisen. Außerdem wirken sich in diesem Fall lokale Änderungen der Spannung in einem Teil des Gletschers auch stark auf andere Regionen aus, wohingegen sie bei Gletschern mit Felsbett aufgrund der Reibung lokal begrenzt bleiben können.

### Geschwindigkeitsprofile

#### Einfache Scherung
Um nicht nur die gemittelte Gleichgewichtsgeschwindigkeit, sondern auch einen Wert für die Geschwindigkeit an einem einzelnen Punkt des Gletschers berechnen zu können, muss man die wirkenden Spannungen mittels des verallgemeinerten Fließgesetzes in Geschwindigkeiten übersetzen. Im einfachsten Fall, einer einfachen Scherung (parallel flow), wirken nur Kräfte auf die z-Ebene des Gletschers (Reibung an den Seiten wird vernachlässigt) und der Gletscher fließt immer parallel zum Felsbett. Das bedeutet, dass {\displaystyle \tau _{\mathrm {xz} }} der einzige relevante Eintrag des Spannungstensors ist. Mit dem Fließgesetz {\displaystyle \epsilon _{\mathrm {xz} }=A\tau _{\mathrm {xz} }^{n}} und einer mit der Höhe über dem Felsbett linear zunehmenden Spannung {\displaystyle \tau _{\mathrm {xz} }=\rho gh\alpha } ergibt sich nach Integration für die Geschwindigkeit
{\displaystyle u(z)=u_{\mathrm {b} }+{\frac {2A}{n+1}}(\rho gh\alpha )^{n}(H)^{n+1}}.
Dabei beschreibt {\displaystyle u_{\mathrm {b} }} die Bewegung am Felsbett durch basales Gleiten. Mittels dieses einfachen Modells erkennt man, dass die Geschwindigkeit deutlich mit der Höhe über dem Felsbett zunimmt und das Eis direkt über dem Felsbett sich folglich nur sehr langsam bewegt und darum ein sehr hohes Alter aufweisen kann. Dies ist ein Grund, weshalb Eisbohrkerne ein bis weit in die Vergangenheit reichendes Klimaarchiv darstellen können.
Die Geschwindigkeitsgleichung verdeutlicht, dass die Geschwindigkeit stark von den Parametern {\displaystyle H} (Höhe des Gletschers über dem Felsbett) und {\displaystyle \alpha } (Oberflächenneigung) abhängt, wenn man für {\displaystyle n} den experimentell gefundenen Wert von ungefähr drei annimmt. Daher haben schon kleine Änderungen der Geometrie starke Auswirkungen auf die Geschwindigkeit. Auch der Parameter A ist stark abhängig von Faktoren wie Temperatur, Wassergehalt und anderen Einflüssen.
Die Eigenschaften des Eises nahe dem Felsbett unterscheiden sich stark vom restlichen Eis, was zu Abweichungen von den erwarteten Fließgeschwindigkeiten in beide Richtungen führen kann. Ein hoher Anteil von löslichen Verunreinigungen führt zu einer erhöhten Fließgeschwindigkeit, wie es zum Beispiel an der Agassiz-Eiskappe beobachtet wird. An anderen Stellen, wie auf der Devon-Insel, beobachtet man wiederum eine außergewöhnlich geringe Geschwindigkeit am Felsbett. Bei Gletschern, die noch sehr altes Eis besitzen, kann sich innerhalb der Schichtfolge das Fließverhalten in tieferen Schichten deutlich steigern, sobald man auf eine Schicht mit Eis der letzten Eiszeit trifft. In grönländischen und kanadischen Gletschern wurden Geschwindigkeiten gemessen, die ungefähr um den Faktor drei vom erwarteten Wert abwichen. Wahrscheinlich liegt dies an einer durch Verunreinigungen entstandene kleineren durchschnittlichen Kristallgröße in diesen Gletschern, welche das Gleiten der einzelnen übereinander liegenden Eiskristallschichten vereinfacht.

#### Reales Fließverhalten
Die im vorigen Abschnitt dargestellte einfache Beziehung gilt streng genommen nur für horizontal unendlich ausgedehnte Gletscher mit konstanter Oberflächenneigung und Höhe. Änderungen der Neigung oder in der Höhe über dem Felsbett führen zu Gradienten in {\displaystyle \tau _{\mathrm {xz} }}, die die Geschwindigkeit beeinflussen. Bei Talgletschern spielt die seitliche Begrenzung des Gletschers eine große Rolle, die zu zusätzlicher Reibung führt. Akkumulation und Ablation führen zu Submergenz und Emergenz, die ebenfalls nicht als einfache Scherung beschrieben werden können. In diesem Fall nimmt das Fließgesetz eine kompliziertere Form an, da nicht mehr alle Einträge des Spannungstensors außer {\displaystyle \tau _{\mathrm {xz} }} vernachlässigt werden können.
Bei zunehmender Komplexität stoßen analytische Beschreibungen an ihre Grenzen, sodass numerische Simulationen zur Lösung benötigt werden. Bei gegebenen Randbedingungen wie Felsbett, Stärke des basalen Gleitens und Massenbilanz können so die Geschwindigkeiten an jedem Punkt des Gletschers bestimmt werden. Beispiele für Systeme mit hoher Variabilität in den Fließgeschwindigkeiten sind Eisströme, Bereiche von Eisschilden, die eine deutlich höhere Fließgeschwindigkeit als ihre Umgebung haben. Die Ursache sind häufig topographische Unterschiede am Felsbett: Eisströme befinden sich meistens in subglazialen „Tälern“, wodurch die Eisdicke und dadurch auch die Spannung lokal erhöht ist. Zusätzlich sorgt das höhere Gewicht zu einem stärkeren basalen Gleiten. Auch bei Gezeitengletschern, die im Meer enden, verläuft die Geschwindigkeit nicht homogen, sondern nimmt zu, je näher man sich dem Gletscherende nähert, an dem sich durch Kalben Eisberge bilden.
Nicht nur räumlich, sondern auch zeitlich können die Fließgeschwindigkeiten stark variieren. Während die Geschwindigkeit der meisten Gletscher saisonal variiert, weisen sogenannte Surges eine extreme periodische Variabilität auf. Perioden von zehn- bis 100-jähriger relativer Ruhe wechseln ab mit kurzzeitigen (ein- bis 15-jährigen) Phasen bis zu 1000-fach erhöhter Fließgeschwindigkeit.

## Auswirkungen klimatischer Änderungen

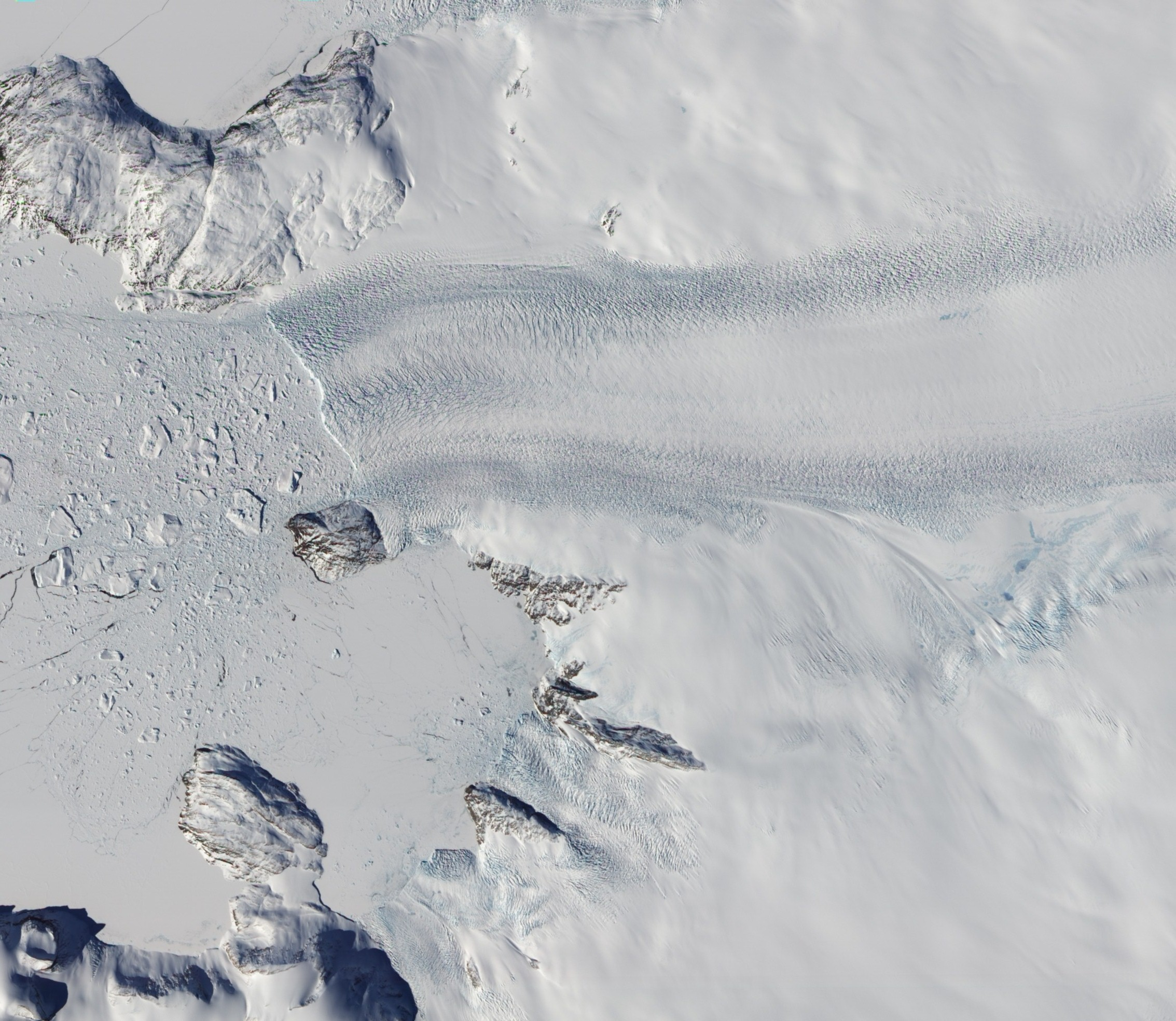
Terminus des Kong Oscar Glacier auf Grönland

Sowohl Gebirgsgletscher als auch die polaren Eisschilde weisen im Zuge der globalen Erwärmung eine signifikant negative Massenbilanz auf, seit Mitte des 19. Jahrhunderts wird weltweit ein Rückzug der Gletscher beobachtet. Die veränderte Massenbilanz hat Auswirkungen auf das Fließverhalten des Gletschers. Umgekehrt können Änderungen des Fließverhaltens wiederum die Massenbilanz beeinflussen, indem sie durch höheren oder niedrigeren Eisfluss die Geschwindigkeit des Rückgangs bestimmen. Die Gletscherdynamik hat damit einen massiven Einfluss auf die Ausdehnung der polaren Eiskappen, indirekt auch auf die Strahlungsbilanz der Erde, da die Albedo der Eisschilde größer ist als die von Land oder flüssigem Wasser. Das unvollständige Verständnis des zukünftigen Fließverhaltens der polaren Eisschilde ist auch ein Unsicherheitsfaktor für die Bestimmung des globalen Meeresspiegelanstiegs.
Bei Gebirgsgletschern führt eine höhere Temperatur zu einer Erhöhung der Gleichgewichtslinie und einer Verkleinerung des Akkumulationsgebiets, was auch Einfluss auf die Fließgeschwindigkeit hat. Falls Schmelz- oder Regenwasser von der Gletscheroberfläche bis zum Gletscherbett vordringt, kann der Eisfluss durch verstärktes basales Gleiten zusätzlich beschleunigt werden. Die Fließgeschwindigkeit im unteren Ende des Rhônegletschers hat sich beispielsweise von 2005 bis 2009 in etwa verdreifacht, während sich die Eisdicke reduzierte. Es bildete sich ein Gletscherrandsee, auf dem der Terminus des Gletschers zu schwimmen begann, was die Stabilität des Gletschers erniedrigte. Durch den anhaltenden Gletscherschwund ist die Entstehung neuer Gletscherrandseen ein häufig beobachtetes Phänomen. Falls sich die Gleichgewichtslinie der Gebirgsgletscher so stark verschiebt, dass sie über dem höchsten Punkt des Gletschers liegt und dieser im gesamten Bereich im Jahresmittel mehr Eis verliert als er durch Akkumulation gewinnt, führt dies langfristig zum kompletten Abschmelzen. Die Alpengletscher werden beispielsweise innerhalb der nächsten Dekaden größtenteils verschwinden, während die Himalayagletscher zwar ebenfalls an Masse verlieren, die starke klimatische und topographische Variabilität des Himalayas jedoch Vorhersagen schwierig macht: Im Karakorum beobachtete man sogar eine leichte Zunahme der Eismasse. Die Auswirkungen klimatischer Änderungen auf Gebirgsgletscher und deren Fließverhalten sind also insgesamt stark von der jeweiligen Geometrie und lokalen Gegebenheiten abhängig, sie können gar keinen Einfluss haben oder bis zum vollständigen Verschwinden eines Gletschers führen.
Das Grönländische Eisschild verlor zwischen 1992 und 2012 jährlich große Mengen an Eis. Hierbei hat nicht nur die Schmelze an der Gletscheroberfläche signifikant zugenommen, auch der Verlust von Eis durch Ausfluss in den Ozean, der in vergleichbarer Größenordnung zur Massenbilanz beiträgt, hat sich erhöht. Flugzeuggestützte Laser-Altimetermessungen zeigten, dass sich die grönländischen Gletscher in den 1990er-Jahren um bis zu zehn Meter pro Jahr verdünnten, wobei sich die Fließgeschwindigkeiten teilweise fast verdoppelten. Für Gesamtgrönland zeigen die meisten Studien eine massive Zunahme des Eisverlustes seit 2003, während die Änderungen zuvor eher gering waren. Mit verschiedenen Methoden gewonnene Schätzungen reichen von Verlusten zwischen 80 und 360 Gigatonnen Eis pro Jahr. Vor allem im Meer endende Gletscher verlieren massiv an Eis, da die wärmeren Temperaturen und schmelzenden Gletscher verschiedene Mechanismen antreiben, die die Fließgeschwindigkeit, damit indirekt auch den Eisverlust, erhöhen: Eine durch Eisverlust verkürzte Gletscherzunge geht mit kleineren bremsenden Kräften einher. Die größere Menge an Schmelzwasser treibt zusätzlich die Zirkulation des Meerwassers in den Fjorden, in die die Gletscher einmünden, an. Dies führt zu einer geringeren Bildung von Meereis und damit schnelleren Fließgeschwindigkeiten der Gletscher, vor allem im Winter. Im Land endende Gletscher zeigen dagegen kaum Veränderungen in der Fließgeschwindigkeit, die Änderungen im Grönländischen Eisschild verlaufen daher regional stark unterschiedlich: Während sich im Südosten der Eisverlust bei vielen Gletschern zeitweise mehr als verdoppelt hat und auch im Norden und Nordosten die Fließgeschwindigkeiten massiv zugenommen haben, zeigten sich im Südwesten, wo die meisten Gletscher nicht im Meer, sondern weiter im Landesinneren enden, geringere Veränderungen. Satellitenmessungen der ersten Dekade des 21. Jahrhunderts zeigen kontinuierliche Erhöhungen der Fließgeschwindigkeit nur im Nordosten, während der Südwesten nach einer starken Erhöhung zu Beginn der Dekade variable Geschwindigkeiten aufweist und sich die Mittelwerte von 2010 nur wenig von denen von 2005 unterscheiden. Insgesamt scheint es für Gesamtgrönland keinen konsistenten Trend zu geben, sondern hohe regionale und zeitliche Variabilität, die auch eine Abschätzung der zukünftigen Erhöhung des Meeresspiegels erschwert.
Im Antarktischen Eisschild liegen die Temperaturen ganzjährig weit unter dem Gefrierpunkt, sodass Eisverluste an der Oberfläche vernachlässigbar sind. Die Masse des antarktischen Eisschildes ist daher abhängig vom Niederschlag und dem Eisverlust an die Ozeane. Beide Größen sind nur ungenau bestimmbar, wodurch sich große Unsicherheiten in der Gesamtbilanz ergeben. Allgemein werden große Unterschiede zwischen der West- und Ostantarktis beobachtet: Während sich im Osten die Eismasse zwischen 1980 und 2004 kaum veränderte, verlor die Westantarktis und die Antarktische Halbinsel signifikant an Eis. Hierbei verdünnte sich der Eisschild und es beschleunigten sich die Fließgeschwindigkeiten, wodurch eine größere Eismenge als bisher in den Ozean entweicht. Auf der Antarktischen Halbinsel verursachte auch das Aufbrechen mehrerer Eisschelfe eine Erhöhung der Fließgeschwindigkeit. Die Fließgeschwindigkeiten sind zu hoch, um eine ausgeglichene Massenbilanz zu ermöglichen. In vielen Bereichen erhöhte sich die Fließgeschwindigkeit in den 1990er- und 2000er-Jahren, in anderen blieb sie seit 1992 konstant aber durchgehend über der Gleichgewichtsgeschwindigkeit, d. h. sie verlieren schon seit mehreren Jahrzehnten mehr Eis als sie durch Akkumulation hinzugewinnen. Eine Kombination von 24 satellitengestützten Schätzungen der Eismasse ergab, dass zwischen 1992 und 2017 insgesamt 2725±1400 Gigatonnen and Eis verlorengingen. Dies entspricht einem Meeresspiegelanstieg von 7,6±3,9 Millimetern. Auch diese Studie bestätigt, dass Eisverluste hauptsächlich in der Westantarktis und der Antarktischen Halbinsel auftraten, während die Ostantarktis im Rahmen der Vorhersagegenauigkeit im Gleichgewicht ist.

### Lehrbücher
- Kurt M. Cuffey, William S. B. Paterson: The Physics of glaciers. 4th Edition. Butterword-Heinemann, Amsterdam u. a. 2010, ISBN 978-0-12-369461-4.
- Ralf Greve, Heinz Blatter: Dynamics of Ice Sheets and Glaciers. Springer, Berlin/Heidelberg 2009, ISBN 978-3-642-03415-2.
- Roland A. Souchez, Reginald D. Lorrain: Ice composition and glacier dynamics (= Springer Series in Physical Environment. Band 8). Springer, Berlin u. a. 1991, ISBN 3-540-52521-1.
- Cornelis J. van der Veen: Fundamentals of Glacier Dynamics. A. A. Balkema, Rotterdam u. a. 1999, ISBN 90-5410-471-6.

### Reviews und Buchkapitel
- Andrew Fowler: Mathematical Geoscience (= Interdisciplinary Applied Mathematics. Band 36). Springer, London u. a. 2010, ISBN 978-0-85729-699-3, Kapitel 10 (Glaciers and Ice Sheets) und 11 (Jökulhlaups).
- Hester Jiskoot: Dynamics of Glacier. In: Vijay P. Singh, Pratap Singh, Umesh K. Haritashya (Hrsg.): Encyclopedia of Snow, Ice and Glaciers. Springer, Dordrecht 2011, ISBN 978-90-481-2641-5, S. 415–428.
- Christian Schoof, Ian Hewitt: Ice-Sheet Dynamics. In: Annual Review of Fluid Mechanics. Band 45, Nr. 1, 2013, S. 217–239, doi:10.1146/annurev-fluid-011212-140632.